# Gilia yorkii
Gilia yorkii là một loài thực vật có hoa trong họ Polemoniaceae. Loài này được Shevock & A.G.Day mô tả khoa học đầu tiên năm 1998.